# فايبلينغن
فايبلينغن (بالألمانية: Waiblingen) هي Grosse Kreisstadt، مدينة وبلدة ألمانية تقع في مقاطعة ريمس مور في ألمانيا. يقدر عدد سكانها بـ 52,932 نسمة .

## المدن التوأمة
مدن Baja، ماين (إقليم فرنسي)، Devizes، ييزي واشمالكالدن هي مدن توأمة لـوايبلينغن.

## أعلام
- أليساندرو أبروشسيا
- كلوز إي. هينريتش
- بوريس بالمر
- فولفغانغ ستروب
- ماثياس كلوز